# Jean-Pierre Gouzy
 (février 2017).
Pour les articles homonymes, voir Gouzy.
Jean-Pierre Gouzy, né le 3 juin 1925 à Tananarive et mort le 17 février 2017 dans le 18e arrondissement de Paris, est un journaliste français et militant fédéraliste.

## Biographie
Jean-Pierre Gouzy a travaillé comme journaliste à partir de 1946. C'est à ce titre, mais aussi comme membre de la délégation française de l'Union pour une Europe fédérale, qu'il assiste du 7 au 10 mai 1948 au Congrès de l'Europe à La Haye, dont il sera le dernier participant vivant. 
Engagé en faveur de la construction européenne, il devient membre de la direction du Mouvement français pour les États-Unis d’Europe (1947-1948) puis de l’Union française des fédéralistes (UFF) (1949-1950) section française de l'Union des fédéralistes européens. Il est ensuite secrétaire général puis président du Mouvement fédéraliste européen en France (1952-1973), membre du Comité fédéral de l’Union européenne des fédéralistes (UEF) (1953-2002) et vice-président de l’UEF (1958-1959).
Il est secrétaire général du Centre international de formation européenne (CIFE) (1954-1982), puis vice-président délégué du CIFE (depuis 1983) et responsable de la revue l'Europe en Formation.
Il enseigne à l’Institut européen des hautes études internationales à Nice (1960-1990) et au Centre d'études diplomatiques et stratégiques à Paris (1990-1997). 
Au sein de l'Association des journalistes européens il occupe les fonctions de vice-président international (1974), président international (1978) puis président d’honneur (1982).
Jean-Pierre Gouzy est chevalier de la Légion d'honneur (1990) et médaille de vermeil de la ville de Paris (1999).

## Ouvrages
- Le fédéralisme est-il progressiste ?, Paris, Éd. Presse et travail, 1949
- L’Europe dans la crise mondiale, Paris, Presses d’Europe, 1966
- Les pionniers de l’Europe communautaire, Lausanne, Centre de recherches européennes, 1968
- Le fédéralisme et Alexandre Marc, 1974
- La France et les Communautés européennes, Paris, Librairie générale de droit et de jurisprudence, 1979.
- (it) « I movimenti per l’unità europea in Francia », in A. Landuyt et D. Preda (dir.), I movimenti per l’unità europea (1970-1986), t. I, Bologne, Il Mulino, 2000, p. 121-133
- « Mouvements fédéralistes et grands congrès d’après-guerre», in F. Saint-Ouen (dir.), Dictionnaire international du fédéralisme, Bruxelles, Bruylant, 1994, p. 402-406.
- Le fédéralisme personnaliste aux sources de l’Europe de demain, 1996
- Henri Frenay, de la Résistance à l’Europe, 1997
- La pensée fédéraliste et la construction européenne, 1998
- 1946-2006 : 60 ans à gauche pour les États-Unis d’Europe, 2007
- « Le congrès de l’Europe (7-10 mai 1948) », in L’Europe en formation, no 49, printemps 2008, p. 7-16.
- Histoire de l'Europe 1949-2009, 2009[7]
- Manifeste des fédéralistes européens (édition française du texte d'Altiero Spinelli), 2010
- (en) Communicating Europe – Journals and European integration 1939-1979, 2013